# Џон Фрум
Џон Фрум је личност која је уско повезана са веома утицајном сектом на острву Тана које припада Републици Вануату. Следбеници ове секте или култа верују да је Џон Фрум амерички војник из Другог светског рата, који ће донети богатсво и просперитет људима који га обожавају. Неки следбеници га виде као црнца, док неки као белца. Репортер Дејвид Атенбороуг је разговарајући са једним од следбеника култа добио следећи одговор о изгледу Џон Фрума: И изгледа као ти. И има бело лице. И је висок човек. И живи дуго у Јужној Америци.
Непознато је да ли је ова секта спонтано прерасла у култ или је намерно створена, нити је јасно да ли је особа под именом Џон Фрум уопште икада и постојала. Верује се да су домороци чули ово име од једног од америчких војника који су током Другог светског рата боравили на острву Тана док је Вануату била колонија Уједињеног Краљевства и бивала коришћена као војна база. Презиме Фрум је веома ретко у енглеском говорном подручју, и појављује се свега четири пута у националном именику у САДу и ниједном у попису 1851. године и попису 1901. године у Великој Британији.
Пре 1940. године религија Џон Фрум никад није постојала.
1941. године становници Тана острва су верујући да ако се потпуно одрекну свог новца и настане у шуми да ће добити заузврат богатство које уживају бели људи (Европљани).Након повлачења у шуму, и доласком америчких војника на острво и оснивања војне базе, култ је прерастао у праву религију. Домороци су били потпуно импресионирани опремом који су Американци донели са собом. Американци, поред војне опреме, са собом су донели и апстрактне личности као што су Деда Мраз и Ујка Сем. Домороци су почели да верују да ће им ове мистичне личности донети богатство у облику карга. Следбеници Џон Фрум култа су чак правили и мале импровизоване писте верујући да ће писте привући америчке војне авионе да слете и донесу карго. 1957. године један од поглавица Џон Фрум секте је креирао Тана Армију, која је ритуална организаија, и чији чланови сваке године 15. фебруара организују параде, носе маскирне униформе које су им преостале од америчких војника, и на мајицама пишу Тана Армија САД.
Следбеници верују да разлог што све више туриста са Запада долазе на острва Вануату је управо због Џон Фрум веровања, и са собом доносе пропсеритет и новац. Следбеници култа верују да ће Џон Фрум да се врати на острво Тана 15. фебруара, али није назначена година, тако да се тај дан, 15. фебруар прославња на острвима Вануату као Дан Џон Фрума.
Џон Фрум секта чак има и своју политичку партију на Вануату, на челу са сонг Кеспај. 15. фебруара 2007. године секта је прославила 50 година постојања. Поглавица секте, Исак Ван, је изјавио током прославе репортерима британске медијске агенције BBC да је Џон Фрум ”наш Бог, наш Исус” и да ће се једног дана вратити на острво.

Принц Филип, војвода од Единбурга, и супруг енглеске краљице Елизабете, је такође обожавана личност секте Принц Филип. Ова секта је основана након његове краљевске посете 1974. године, и следбеници ове секте верују да је он на челу карго достављача.Његова супруга, краљица Елизабета, нема никакву улогу, и верује се да је то зато што је жена.